# 布勞恩斯特弗湖
布勞恩斯特弗湖（英語：Braunsteffer Lake），是南極洲的湖泊，位於伊利沙伯女皇地，處於茲韋茲達湖中部以西2公里的韋斯特福爾山脈，長1公里，現時由南極條約體系管理。